# 키옙스카야역 (필룝스카야선)
키옙스카야 역(러시아어: Киевская)은 모스크바 지하철 필룝스카야 선의 역이다. 1937년에 처음 개통하여 1953년에 폐쇄될 예정이었던 새로운 키옙스카야 역이 완공되면서 폐쇄되었지만, 계획 변경으로 새로운 필룝스카야 선의 일부로서 불과 5년 만에 재개장하였다.
역명은 근처에 있는 키옙스키 기차역에서 따온 것이다. 키옙스카야 역은 다른 노선의 환승역들과 입구를 공유하고 있다.
키옙스카야 역과 스몰렌스카야 역 사이에는 모스크바 강 위를 건너가는 스몰렌스키 지하철교가 있다. 이 다리는 1937년에 지어졌으며 메트로의 첫 번째 지상 구간이었다.

## 디자인
초기 건축가는 드미트리 츄린이었다.
키옙스카야 역은 높은 팔각형의 기둥 위에 정교한 수도를 얹은 것이 특징이다. 이 기둥들은 원래 아르메니아 오닉스와 마주 있었으나, 이것은 10년 후에 노란색의 가즈간 대리석으로 대체되었다. 플랫폼은 붉은 화강암, 흰색, 회색 화강암으로 장식된 우크라이나의 디자인으로 복잡한 형태의 무늬가 그려져 있다. 원형 천장 세 줄의 금고는 원래 백열 조명 설비를 갖추고 있었지만, 1960년대 현재의 3단 형광등으로 교체되면서 폐기되었다.

## 환승
본 역에서 아르바츠코 포크롭스카야 선(키옙스카야 역)과 콜체바야 선(키옙스카야 역)으로 갈아탈 수 있다.

## 사진

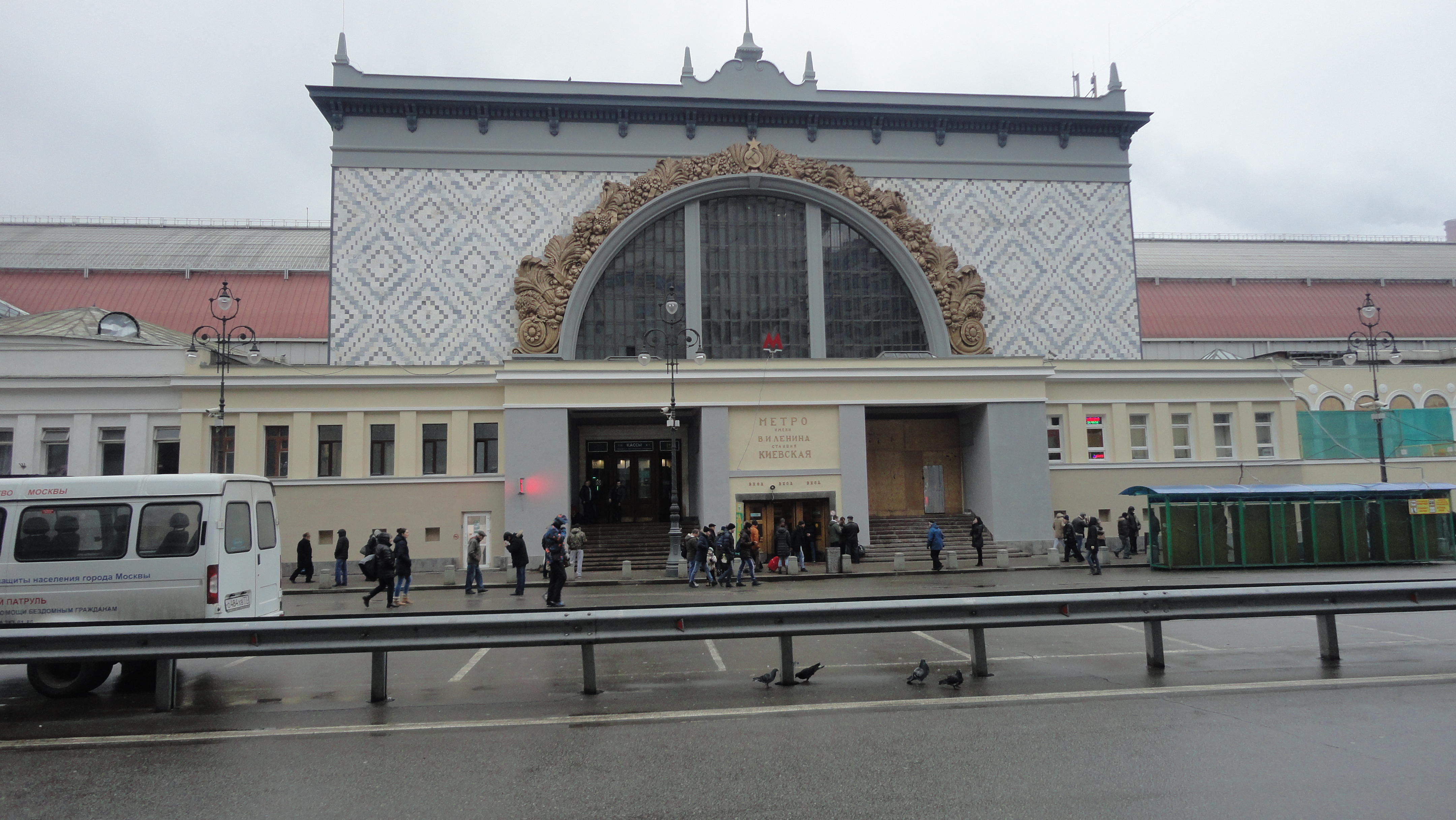
키옙스카야 기차 역사
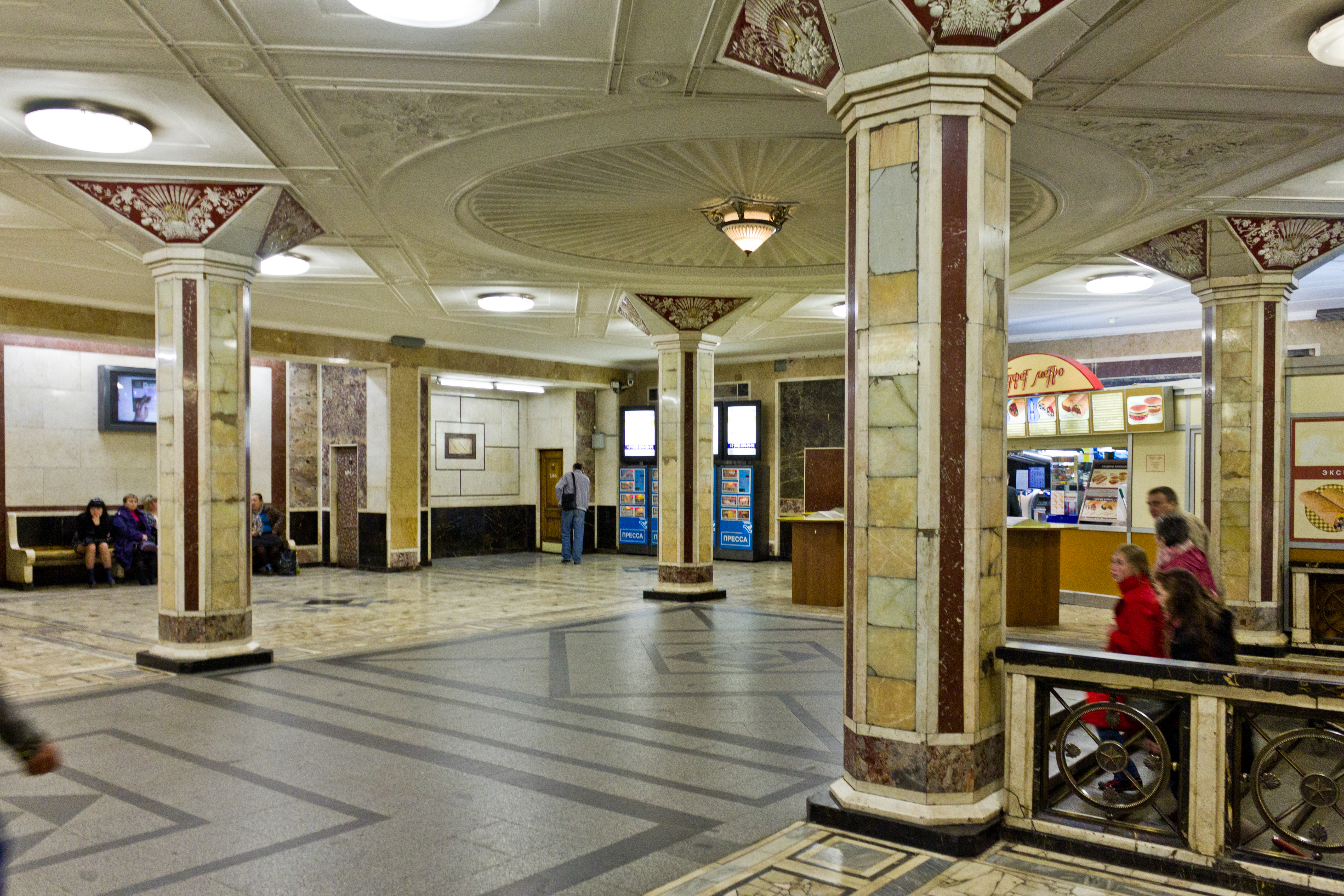
대합실
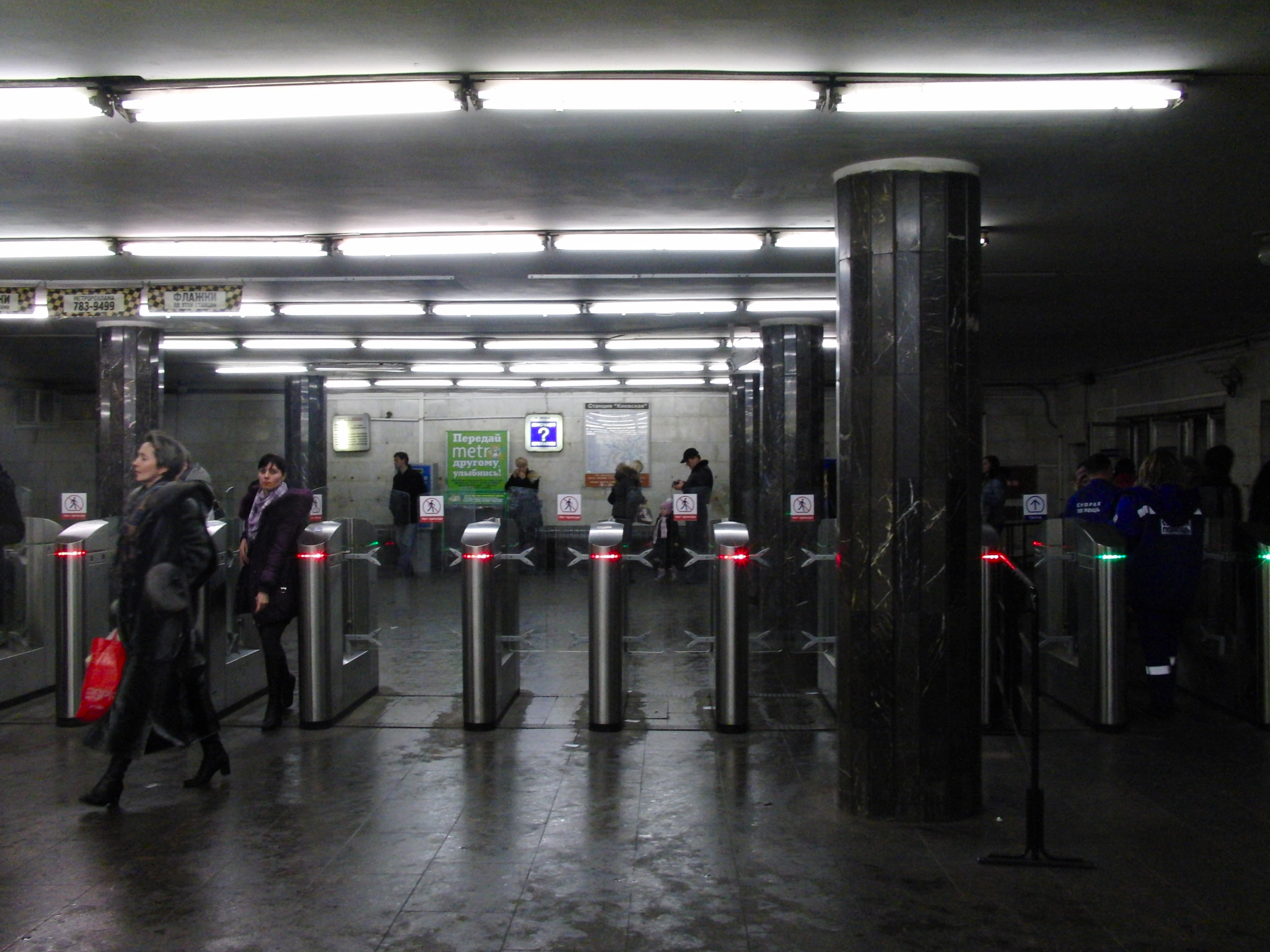
게이트
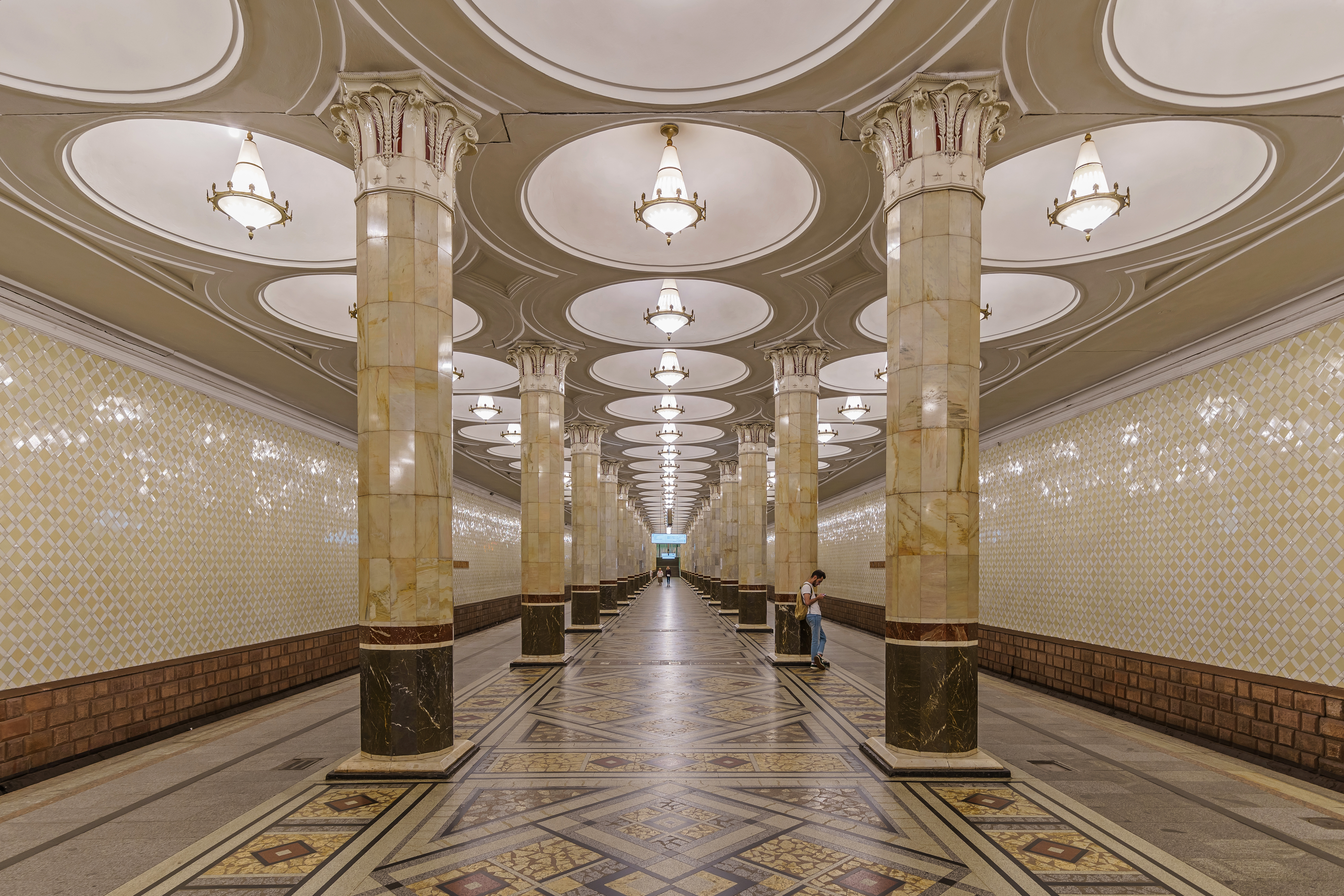
역내 통로